# オアース
ダンジョンズ&ドラゴンズ ロールプレイングゲームにおいてオアース (Oerth) は初期のキャンペーンセッティングの1つであるワールド・オブ・グレイホーク が存在する架空の惑星の名前である。「Oerth」は「Orth（Oは長音。オース）」ないしは「Oyth（オイス）」と発音する。日本語版では「オアース」と表記される。オアースの赤道傾斜角は30度であり、民衆（いずれにせよ信仰深い人々）のためになる、天候パターンを変化させるための秘術魔法または信仰魔法がなかったなら、地球よりも季節による温度変化が激しい。

## 物理的特性
オアース・ジャーナル 誌掲載のゲイリー・ホリアンの論文によると、オアースの円周距離はおよそ42,024km、半径は6,714kmであり、地球よりおよそ1％大きい。自転に起因する惑星球体の扁平化はなく、神の力の存在が再びうかがわれる。
オアースには少なくとも4つの大陸が存在し、その中で最大のものはオアリク大陸であり、主に北半球に位置している。オアリク大陸南東の熱帯地域には、かなり小さな大陸であるヘプモナランドが位置している。ハイボリアはテルチュリア（冬の神であるテルチュアにちなむ）とも呼ばれ、北極に位置し、4番目の無名の大陸は南半球に位置している。オアースにはソルナー洋、テルチュリアを囲むドラミジ洋、オアリク大陸南方のストーム洋、ポーラリアを囲むサンダー海の4つの大洋が存在するとされる。
オアースには多数の島々も存在し、その最大のものは北ソルナー洋に位置するファイアーランドであり、ヘプモナランドのおよそ半分ほどの面積である。ポーラリアは、少なくとも年の一部は南方の極氷冠に覆われた、山がちの列島である。
ヘプモナランドはかなりの注目を集めたが、オアリク大陸の極東地域であるフラネスは、最も詳細に描写された。オアリク大陸西部はTSRのオリジナル・ミニチュア製品系列であるチェインメイルのための背景設定であったが、この背景設定のために正典として執筆された資料はほとんどなく、2002年にこのミニチュア系列が中止されて以降は特に顕著である。
一連の初期モジュールの著者であるフランク・メンツァーは、その中でニュー・エンピリアと呼ばれる小さな地域を、フラネスから見てソルナー洋の向こう側に付け加えたが、それは後のグレイホーク関連製品では言及されなかった。

### テルチュリア
テルチュリアはオアースの北極に位置する氷に覆われた大陸である。テルチュリアは時折「ハイ・ボロス」あるいは「ハイボリア」とも呼ばれる。
真冬にはテルチュリアと黒氷国の間に天然の氷橋が形成されることがある。

### ヘプモナランド
ヘプモナランドはオアリク大陸の南東に位置する、熱帯の陸塊である。ヘプモナランドは他の既知の大陸と比して非常に小さな大陸である。

## 惑星系の中のオアース
オアースの自転周期は正確に24時間である。オアースはグレイスペースの中心に位置する。多くの惑星と異なり、オアースはその太陽であるリガの周囲を公転していない。その代わりに、この太陽と、クリスタル・スフィアー内に存在する他の全ての惑星は、オアースの周囲を公転している。そのため、グレイスペースには太陽系というよりもむしろ、地球系が存在するといえる。オアースの月である、セレネ（クール）とルナ（ラエナイ）は、実際は地球系の第1と第2惑星であり、リガは第3惑星（恒星）である。オアースから見たリガ以遠の惑星は、肉眼では迷い星（惑星を表す古語）に見える。
オアースに対するリガの公転周期は364日であり、そのためオアース年は地球年より若干短い。ルナの太陰周期が28日なのに対し、セレネの太陰周期は91日である。

## 別のオアース
1984年の『ポリヘドロン・ニュースジン』でのインタビューにおいて、ゲイリー・ガイギャックスはサイモン&シュースターのワンダラー・ブック事業部によるダンジョンズ&ドラゴンズ・エンターテインメント・コーポレーションの後援下で出版された、フリント・ディルとの共著である「ヒーローズ・チャレンジ」ゲームブックのための背景設定を説明する際に、「別のオアース」を明らかにした。
「ところで、ストーリーはイアース―グレイホークとその他の 背景設定にいくぶん類似している―で展開される。その魔法的特性はオアースよりは低いが、地球よりはかなり高い。数ヶ月以内に追加の作業により契約が締結され、ストーリーがイアース、あるいは多分もう1つの別の世界であるエアース上で展開されることもあり得ないことではない。地球においては、魔法は事実上存在しない。ウアースにおいては、魔法のオーラは弱く不確かなものである。イアースの魔法は少量であり、オアースは純粋な魔法である。
これは各惑星が、地形と同様に魔法の存在も相対的に異なることを意味する。それらは様々な現実として機能している。
これらの別のオアースに関する他の言及は、ゴード・ザ・ローグの短編集であるナイト・アーラント と、ガイギャックスのデンジャラス・ジャーニーズ ・ロールプレイングゲーム用のキャンペーンセッティングであるエピック・オブ・エアース で見られる。5つの平行世界であるオアース、エアース、ウアース、イアースは近年第3版のアドベンチャーであるエクスペディション・トゥ・ザ・ルーインズ・オブ・グレイホーク において言及された。